# Eulepidotis corinna
Eulepidotis corinna är en fjärilsart som beskrevs av Pieter Cramer 1775. Eulepidotis corinna ingår i släktet Eulepidotis och familjen nattflyn. Inga underarter finns listade i Catalogue of Life.